# 1965 en Saskatchewan
Chronologie de la Saskatchewan
- 1961
- 1962
- 1963
- 1964
- 1965
- 1966
- 1967
- 1968
- 1969

Cette page concerne des événements d'actualité qui se sont produits durant l'année 1965 dans la province canadienne de la Saskatchewan.

## Politique
- Premier ministre : Ross Thatcher
- Chef de l'Opposition :
- Lieutenant-gouverneur : Robert L. Hanbidge
- Législature :

## Naissances

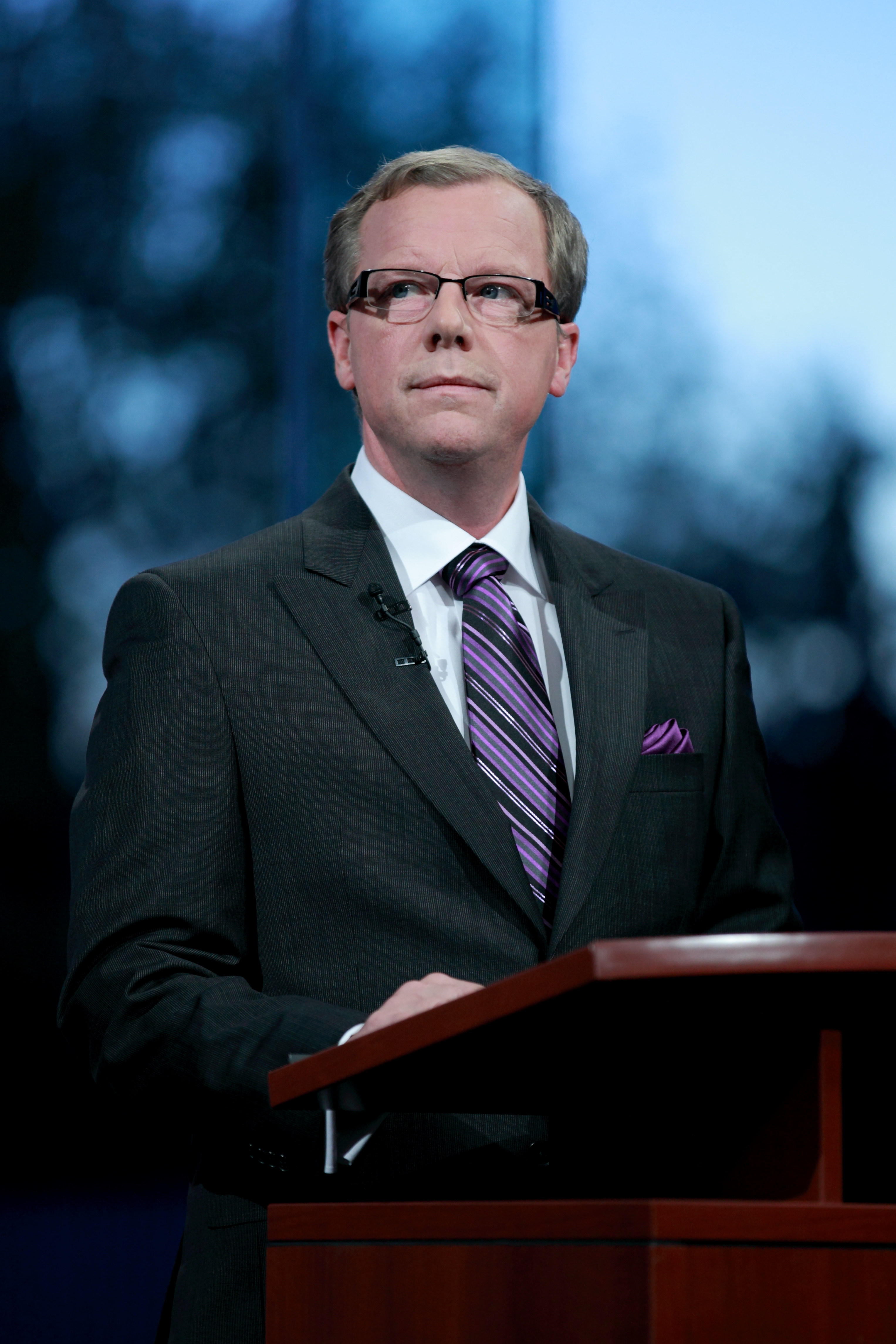
Brad Wall

- Mike Thurmeier est un animateur et réalisateur canadien né en 1965 à Regina. Il est principalement connu pour avoir réalisé avec Carlos Saldanha le film d'animation sorti en 2009, L'Âge de glace 3, ainsi que sa suite L'Âge de glace 4.
- 8 juin : Joan McCusker, née Joan Elizabeth Inglis à Yorkton, est une joueuse canadienne de curling notamment championne olympique en 1998.
- 29 septembre : Trent G. Yawney (né à Hudson Bay) est un entraîneur et joueur professionnel canadien de hockey sur glace qui évoluait au poste de défenseur.
- 17 novembre : Grant Connell, né  à Regina, est un ancien joueur de tennis professionnel canadien qui fut classé no 1 mondial en double en novembre 1993.
- 24 novembre : Bradley John "Brad" Wall, né à Swift Current, est un homme politique canadien, Premier ministre de la Saskatchewan depuis le 21 novembre 2007.
- 28 novembre : Doug Trapp (né à Balcarres) est un joueur professionnel de hockey sur glace canadien[1].
- 8 décembre : Marcia Gudereit, née Marcia Schiml à Moose Jaw, est une joueuse canadienne de curling notamment championne olympique en 1998.